# Odontopera acutaria
Odontopera acutaria là một loài bướm đêm trong họ Geometridae.